# Branko Stanković
Branislav "Branko" Stanković, född 31 oktober 1921 i Rudo-Mioce , död 20 februari 2002 i Belgrad, var en jugoslavisk fotbollsspelare.
Han blev olympisk silvermedaljör i fotboll vid sommarspelen 1948 i London och vid sommarspelen 1952 i Helsingfors.